# Moselopteroidea
Super-famille
Familles de rang inférieur
- † Moselopteridae

Moselopteroidea est une super-famille d'euryptérides, un ordre fossile  d'arthropodes chélicérates communément appelés « scorpions de mer ». C'est l'une des sept super-familles classées dans le sous-ordre Eurypterina. Des moséloptéroïdes ont été découverts au Royaume-Uni, en Écosse et en Allemagne (près d'Alken, en Rhénanie-Palatinat).